# Льюис, Джонни
Джо́натан Ке́ндрик «Джо́нни» Лью́ис (англ. Jonathan Kendrick «Johnny» Lewis; 29 октября 1983, Лос-Анджелес — 26 сентября 2012, там же) — американский актёр, известный по роли Кип «Омлет» Эппс в сериале «Сыны анархии».

## Биография
Родился в Лос-Анджелесе в семье Майкла и Дивоны Льюис, получив двойное канадско-американское гражданство.
Актёрский дебют состоялся в 2000 году. Начинал карьеру с подростковых ролей в сериалах «Американские мечты», «Одинокие сердца» и другие. Наибольшая популярность к нему пришла после съёмок в сериале Курта Саттера «Сыны анархии».
26 сентября 2012 года Льюис был найден мёртвым возле дома, который он арендовал в Лос-Анджелесе. Также внутри дома было обнаружено тело 81-летней владелицы виллы Кэтрин Дэвис. Предполагается, что актёр избил женщину до смерти, поднялся на крышу и в результате несчастного случая упал с неё (англ.). Льюис не находился под действием наркотических веществ, как это считалось ранее (англ.).

## Личная жизнь
С 2005 по 2006 год встречался с певицей Кэти Перри (англ.).
6 апреля 2010 года у Льюиса и актрисы Дайан Маршалл-Грин родилась дочь Калла Мей (англ.).

## Фильмография

### Кино
| Кино | Кино                          | Кино                         | Кино                      | Кино |
| Год  | Русское название              | Оригинальное название        | Роль                      |      |
| ---- | ----------------------------- | ---------------------------- | ------------------------- | ---- |
| 2004 | Суперзвезда                   | Raise Your Voice             | Энгельберт «Киви» Уильсон |      |
| 2005 | Дьявол во плоти               | Pretty Persuasion            | Уоррен Прескотт           |      |
| 2005 | Новичок                       | Underclassman                | Александр Джеффрис        |      |
| 2007 | Пало-Альто                    | Palo Alto                    | Нолан                     |      |
| 2007 | Чужие против Хищника: Реквием | Aliens vs. Predator: Requiem | Рики Говард               |      |
| 2008 | Один пропущенный звонок       | One Missed Call              | Брайан Соуз               |      |
| 2008 | Преступник                    | Felon                        | Сноумэн                   |      |
| 2010 | Ранэвэйс                      | The Runaways                 | Скотти                    |      |
| 2011 | Крошка Молли                  | Lovely Molly                 | Тим                       |      |
| 2011 | Волшебная долина              | Magic Valley                 | Джон                      |      |
| 2012 | 186 долларов за свободу       | 186 Dollars to Freedom       | Джордж                    |      |

### Телевидение
| Телевидение | Телевидение                | Телевидение                    | Телевидение             | Телевидение                            |
| Год         | Русское название           | Оригинальное название          | Роль                    | Примечание                             |
| ----------- | -------------------------- | ------------------------------ | ----------------------- | -------------------------------------- |
| 2000        | Седьмое небо               | 7th Heaven                     | Нортон                  | Эпизод: «Tunes»                        |
| 2000        | Малкольм в центре внимания | Malcolm in the Middle          | Кадет Мартин            | Эпизод: «Therapy»                      |
| 2001        | Справедливая Эми           | Judging Amy                    | Десмонд                 | Эпизод: «Surprised by Gravity»         |
| 2001        | ФАКультет                  | Undressed                      | Рэй                     |                                        |
| 2001—2003   | Бостонская школа           | Boston Public                  | Бодхи                   | 4 эпизода                              |
| 2001—2002   | Фабрика желаний            | The Sausage Factory            | Гилби                   | 13 эпизодов                            |
| 2002        | Защитник                   | The Guardian                   | Тэд Поппер              | Эпизод: «Mothers of the Disappeared»   |
| 2002        | Да, дорогая!               | Yes, Dear                      | Рикки                   | Эпизод: «Making Babies»                |
| 2003—2004   | Американские мечты         | American Dreams                | Ленни                   | 7 эпизодов                             |
| 2004        | Дрейк и Джош               | Drake & Josh                   | Скотти                  | 4 эпизодов                             |
| 2004—2005   | Пятерняшки                 | Quintuplets                    | Пирс Чейз               | 22 эпизодов                            |
| 2005        | Тайны Смолвиля             | Smallville                     | Габриэль Дункан         | Эпизод: «Hidden»                       |
| 2005—2006   | Одинокие сердца            | The O.C.                       | Деннис «Чили» Чайлдресс | 9 эпизодов                             |
| 2006        | C.S.I. Место преступления  | CSI: Crime Scene Investigation | Тэд Сидли               | Эпизод: «Up in Smoke»                  |
| 2007        | 8 дней в неделю            | Eight Days a Week              |                         |                                        |
| 2007        | Кости                      | Bones                          | Энзо Фальсинела         | Эпизод: «The Priest in the Churchyard» |
| 2007        | Акула                      | Shark                          | Майкл Хэкфорд           | Эпизод: «Student Body»                 |
| 2008        | Детектив Раш               | Cold Case                      | Трюитт «Паук» Лилэнд    | Эпизод: «Spiders»                      |
| 2008—2009   | Сыны анархии               | Sons of Anarchy                | Кип «Омлет» Эппс        | 26 эпизодов                            |
| 2009        | Мыслить как преступник     | Criminal Minds                 | Эрик Райан Олсон        | Эпизод: «Zoe’s Reprise»                |